# Мухаммед Шейбані
Мухаммед Шейбані (*1451 — 2 грудня 1510) — 1-й хан Держави Шейбанідів в 1500—1510 роках. Повне ім'я «Абул-Фатх Мухаммед ібн Шах-Будаг» на прізвисько Шейбані.

## Життєпис

### Молоді роки
Походив з династії Чингізидів. Був нащадком Шибана, хана Білої Орди. Син Шах-Будага та онук Абулхайра, хана Держави кочових узбеків та Тюменського ханства. Народився у 1451 році, можливо, у Сигнаку, що був столицею Абулхайра. Здобув гарну освіту в медресе Бухари, замолоду захопився віршуванням.
У 1468 році після смерті діда Мухаммед Шейбані служив у свого стрийка Шейх-Хайдара, що боровся проти ногайців, казахів, Сибірського ханства та Великої орди. У 1471 році після поразки Шейх-хайдара разом з найближчими родичами втік до Хаджи-Тархану (сучасна Астрахань). Проте невдовзі під тиском Ахмата, хана великої Орди, вимушений був перебратися у казахський степ.
Зібравши достатні загони, Мухаммед у 1472 році завдав поразки Ібаку, правителю Сибірського ханства, а потім атакував ставку Ахмата, який змушений був перервати наступ проти повсталого великого князівства Московського, й рушити проти Шейбані. Останній вимушений був знову відступити у степ.
Мухаммед Шейбані вів постійні перемовини з різними беями задля встановлення своєї влади в Державі кочових узбеків, яка зазнала поразки від казахських ханів. У 1473 році уклав союз з мангитами, що становили частину Ногайської орди. Разом з ними завдав поразки Бурундай-хану, правителю Казахського ханства. Проте протиріччя щодо розподілу влади між Шейбані та мангитами призвели до подальших поразок від Бурундая.
На деякий час Мухаммед сховався на Мангишлаці. У 1480 році його було найнято Султан-Ахмет Мірзою, еміром Мавераннахра для боротьби проти Юнус, хана правителя Могулістану. Шейбані прийшов з загоном у 3 тис. кіннотників. Втім, у 1484 році перейшов на бік Юнус-хана, завдавши разом Султан-Ахмет Мірзи тяжкої поразки. В результаті у 1485 році зумів захопити частину держави кочових узбеків, яка до того увійшла до складу Мавераннахра, зокрема області з містами Сигнак, Узгенд і Аркук. Але вже у 1486 році зазнав нової поразки від Бурундай-хана, втративши усе захоплене.

### Початок піднесення
У 1487 році після смерті Юнус-хана й нового розпаду Могулістану, виступив на боці Махмуд-хана, що боровся проти султан-Ахмета мірзи. Звитяжив у битві при Чирчик, де емір Мавераннахра зазнав поразки. В нагороду Шейбані отримав місто-фортецю Яси. Звідси став поступово розширювати свої володіння. У 1488 році спробував підкорити Хорезм, проте отримав відсіч Султан-Хусейна, правителя Хорасана і Хорезма.
Згодом зумів встановити владу над усіма узбеками. Вправно маневрував між Могулістаном і Казахським ханством, дозволивши останньому завдати важкої поразки могулам. У 1490 році йому вдалося підкорити Хорезм. Звідси почав здійснювати набіги на Астрабад, що підкорявся Султан-Хусейну.
Протягом 1493—1493 років з успіхом воював проти Казахського ханства, завдавши поразки Бурундай-хану. За цих обставин син останнього Касім-хан 1495 року уклав союз з султан-Хусейн, який втім не спричинив для Мухаммеда Шейбані якихось складнощів.

### Утворення ханства
Наприкінці 1490-х років Шейбані вирішив втрутитися у боротьбу Тимуридів в Мавераннахрі, внаслідок чого ця країна опинилася розколотою на декілька володінь, економічне становище погіршувалося, що викликало невдоволення всіх шарів населення. У 1500 році війська Мухаммеда раптовим ударом захопили Бухару, а 1501 році під час перемовин з еміром Султан-Алі Мірзой вдалося полонити його та без бою здобути Самарканд, який було суттєво пограбовано. Втім Шейбані зробив Самарканд своєю столицею. Подальші дії спрямував на підкорення усього Мавераннахру та усунення загрози Казахського ханства. При цьому укладено союз з Османською імперією, спрямований проти Персії.
У 1501 році у  битві при Ахсикеті переміг могулістанських володарів — Махмуд-хана і Ахмед-Алака, яких захопив у полон. У 1503 році здійснив вдалий похід проти казахів. У 1505—1506 роках зайнято Ургенч, останнє непідкорене місто в Хорезмі, а також Балх і значну частину Тохаристану. Того ж року встановлено постійні дипломатичні відносини з імперією Мін, що закріпило статус Мухаммеда та сприяло налагодженню торговельних відносин.
У 1507 році завдав рішучої поразки Баді аз-Заману, правителю Хорасану, внаслідок чого Хорасан з Гератом і Астрабад опинилися під владою Шейбані. У 1508 році відбив спробу аз-Замана повернути Герат. Проте лише 1509 року остаточно підкорено усі міста Хорасану. Водночас протягом 1508—1509 років здійснив грошову реформу, яка сприяла подоланню інфляції. Було впроваджено нову срібну монету (танга з тамгою Шейбані). Карбувалися монети в Бухарі, Самарканді, Гераті та Мешхеді.
У 1509 році завдав нищівної поразки Джаніш-хану, володарю Казахського ханства. У 1510 році вступив у війну з Персією. У вирішальній битві біля Мерву 12 грудня того ж року зазнав нищівної поразки й загинув. В результаті ханством було втрачено Хорезм, Астрабад і Хорасан, що увійшли до складу Персії. В самій державі Шейбані розпочалася боротьба за владу, що завершилася лише 1512 року.

## Доробок
Є автором збірки віршів (дивана), що складено тюркською мовою. Також написав філософсько-релігійний твір «Бахр ул худо». Крім того, вважається автором історичного твору «Таваріх-і гузіда-ї нусрат-наме»